# Garázda Péter
Garázda Péter (Apar, 1448-1450 körül – Esztergom, 1507)  15. századi kiemelkedő magyar humanista, költő és prózaíró.
Garázda Péter Vitéz János és Janus Pannonius rokona volt. Vitéz János pártfogásával 1465 és 1468 között Ferrarában tanult Baptista Guarino iskolájában, ahol baráti köréhez tartozott Vingárti Geréb László, Vetési László, Pálóczi Zsigmond, Perényi Miklós, Bartolomeo della Fonte, valamint tanára, Battista Guarino. 

1468-ban visszautazott Magyarországra, de 1469-től már Firenzében folytatta tanulmányait. Itt került kapcsolatba az Academia Platonica tagjaival, többek között Marsilio Ficinóval, és itt vetette meg gazdag könyvtárának alapjait. 1471-ben indult haza Magyarországra, de útközben Velencében megbetegedett. A Mátyás király elleni összeesküvés miatt Páduába vonult vissza. 1474-ben mégis hazajött, előbb nyitrai, 1476-ban esztergomi kanonok, majd prépost lett. 1478-ban a pécsi iskola lektora.
Kapcsolatban állt Lorenzo de’ Medicivel, Marsilio Ficinóval levelezett. Költeményeit kiváló olasz humanisták (pl. Filippo Buonaccorsi, Bartolomeo Fonzio) dicsérték. Versei nem maradtak fenn, mindössze egy epigrammáját, a sírfeliratát ismerjük.